# Moteurs radiaux Piaggio

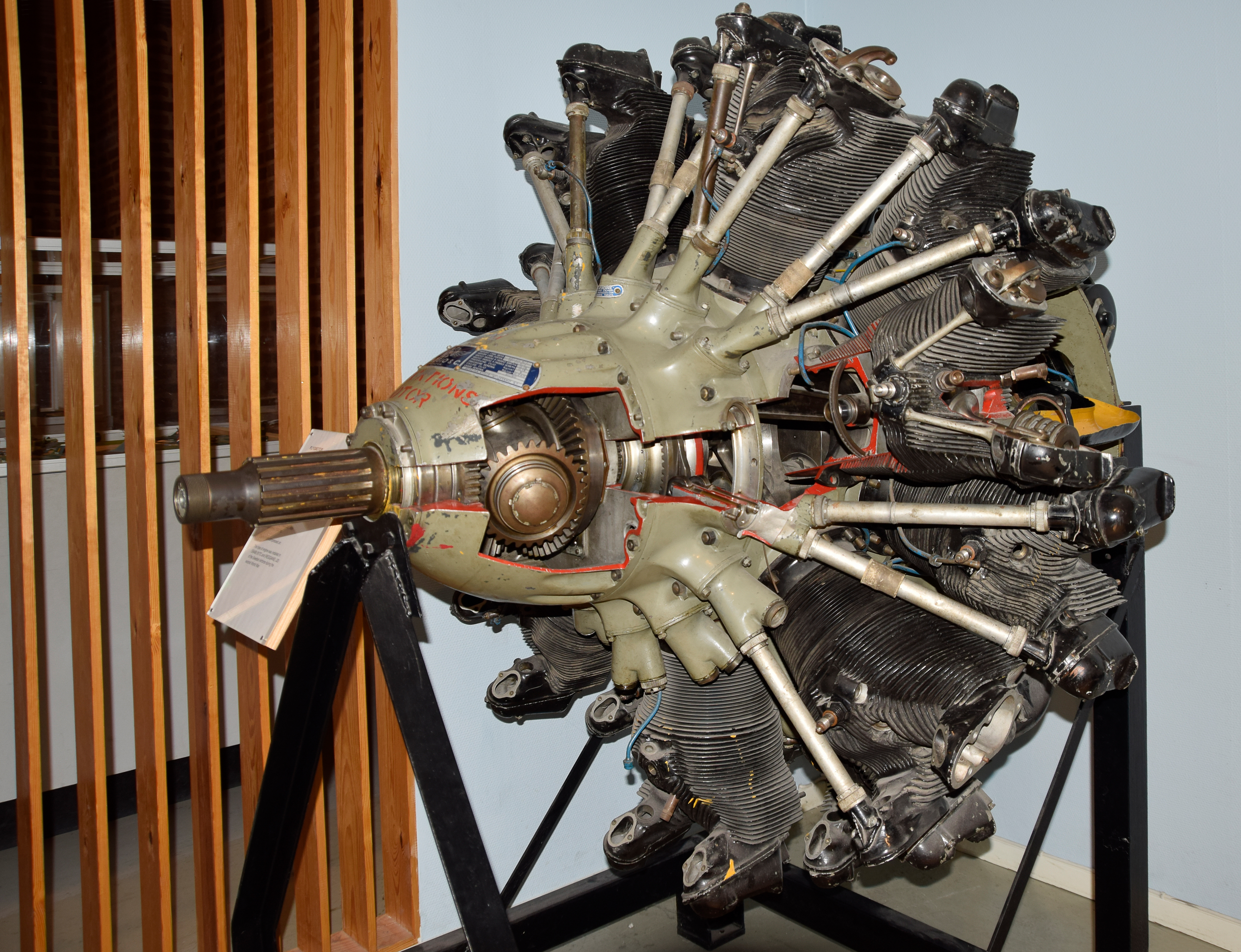
Moteur Piaggio à 14 cylindres, en double étoile.

Les Moteurs radiaux (ou moteurs en étoile) Piaggio équipent de nombreux avions italiens à partir des années 1930, et jusqu'à la Seconde Guerre mondiale. Sur la base de la technologie développée par Gnome et Rhône en France, Rinaldo Piaggo S.p.A., ancêtre de l'actuel Piaggio Aerospace, a produit une gamme de moteurs en étoile, refroidis par air, avec des versions à sept, neuf, quatorze et dix-huit cylindres.

## Caractéristiques
Les moteurs Piaggio ont tous un bloc moteur en aluminium, un alésage de 146 mm, une course de 165 mm (portée à 176 sur le PXII), et une suralimentation par compresseur mécanique. La gamme comprend des moteurs en simple étoile 7 et 9 cylindres, et des moteurs en double étoile 14 et 18 cylindres, chacun de ces quatre blocs ayant plusieurs versions selon la démultiplication mécanique, la suralimentation, etc.
| Désignation | Disposition | Cylindrée (L) | Puissance max (ch) | Exemples d'application                                                                  |
| ----------- | ----------- | ------------- | ------------------ | --------------------------------------------------------------------------------------- |
| P.VII       | 7 cyl       | 19.3          | 365 à 493          | Caproni Ca.113 (bombardier bimoteur)                                                    |
| P.IX        | 9 cyl       | 24.9          | 600                | IMAM Ro.37                                                                              |
| P.X         | 9 cyl       | 24.9          | 640                | Savoia-Marchetti SM.81                                                                  |
| P.XI        | 14 cyl      | 38.6          | 1000               | Breda Ba.88 (bombardier bimoteur) Saab 17 (chasseur) CANT Z.1007 (bombardier trimoteur) |
| P.XIX       | 14 cyl      | 38.6          | 1150               | Reggiane Re.2002 (chasseur)                                                             |
| P.XII       | 18 cyl      | 53            | 1500               | CANT Z.511 (hydravion) Piaggio P.108 (bombardier lourd)                                 |